# Столітник короткодзьобий
{{#ifeq:0|0|{{#if:Aloina brevirostris|{{#if:|[[]}}|[[]]}}}}
Столітник короткодзьобий (Aloina brevirostris) — вид мохів порядку потіальних (Pottiales).

## Поширення
Батьківщиною є Європа, Північна Америка, Азія, субантарктичні острови.
Населяє оголений або зруйнований ґрунт або мул, узбіччя, вапняні брили або гравій; від низьких до помірних висот (100–1500 м).

## Характеристика
Рослини 0.5–2 мм. Листки від язичкових до майже округлих, 0.5–1.5 мкм, краї цілісні, хвилясті дистально, диференційовані біля основи. Коробочкові ніжки 6–17 мм. Коробочка урноподібно-циліндрична, 1–2 мм. Спори 15–25 мкм. Коробочки дозрівають: (березень)травень — серпень.